# Waiwai (taal)
Waiwai, ook wel Uaiuai, Uaieue, Ouayeone, is een Caribische taal in het noorden van Brazilië, met een paar honderd sprekers van het Waiwai-volk over de grens in het zuiden van Guyana en Suriname.
Het wordt onder meer gesproken door inheemse Trio op Kasjoe-eiland, op de grens van Guyana en Suriname.